# Axel Borup-Jørgensen
Axel Borup-Jørgensen (født 22. november 1924 i Hjørring, død 15. oktober 2012 i Birkerød) var en dansk komponist.
Axel Borup-Jørgensen blev født i Hjørring, men familien emigrerede til Sverige, da han var to år. De bosatte sig i Mjölby i Östergötland, hvor hans far etablerede en margarinefabrik. Axel Borup-Jørgensen interesserede sig i sin ungdom for musik og astronomi og blev en habil tegner.
I 1942 fik en musikalsk åbenbaring, da hans klaverlærerinde lod ham spille Beethoven: Patetique, og efter at have taget en studentereksamen i 1944 og aftjent sin værnepligt, søgte han ind på Det Kongelige Danske Musikkonservatorium i København med klaver som hovedfag. Han studerede instrumentation hos Poul Schierbeck og Jørgen Jersild, men var i hovedsagen autodidakt som komponist. Han tog eksamen som musikpædagog.
Hans opus 1, Lille serenade for strygekvartet, blev opført ved Ung Nordisk Musikfestival i Oslo i 1948.
I 1950'erne begyndte han for alvor sin løbebane som komponist, sideløbende med at han gav klaverundervisning, og han skrev bl.a. Duo for violin og viola, opus 12 (1951), Partita for soloviola, opus 15 (1953), Musik for slagtøj + bratsch, opus 18 (1955) og Sommasvit for strygeorkester, opus 24 (1957).
Det stort anlagte værk CRETAUFONI, opus 37, for stort symfoniorkester (1960) placerede ham som en af dansk nutidsmusiks nøglefigurer. Fem år senere vandt han Danmarks Radios orkesterkonkurrence med Nordisk sommerpastorale, opus 51, for orkestrets lyse instrumenter (1964). Præmien var at skrive et værk for hele symfoniorkestret, og efter syv år fik MARIN, opus 60 (1963-70), sin førsteopførelse. Det stort anlagte orkesterværk, der indeholder 44 individuelle strygerstemmer, regnes for et mesterværk og er prisbelønnet.
I 1970'erne begyndte han at interessere sig for guitaren og blokfløjten, og han skrev gennem årene et stort antal værker for disse instrumenter, både solo og i kammerensembler. Slagtøjet var en livslang passion, og han skrev MUSICA AUTUMNALIS, opus 80, for symfonisk blæserbesætning, slagtøj og stor el-orgelstemme (1977).
Efter en årrække med kammerværker blev han bedt om at skrive et sinfonietta-værk til The Elsinore Players, det blev til det meget spillede stykke Sirenernes kyst, opus 100 (1983-85).
Lyrikken løber som en rød tråd gennem hans produktion. Fra ungdomssangene inspireret af Schubert og Wolf til de svenske lyrikere, som Erik Lindegren og Karl Vennberg, samt Rainer Maria Rilke. Disse sange udgør en pæn del af det samlede oeuvre. Det sidste værk, Pergolato for blokfløjte, opus 183 (2011) blev færdigt et år inden Axel Borup-Jørgensen døde.
I 2016 blev orkesterværket Marin genindspillet af DR SymfoniOrkestret, og der blev skabt en animation over værket. Filmen blev præmieret ved Opus Klassik 2018 og fik P2-Prisen 2019.
Han var en af de første danske komponister som tog til Darmstadt-skolen, men han komponerede dog aldrig seriel musik.
Borup-Jørgensen har været medlem af bestyrelsen for Det Unge Tonekunstnerselskab (DUT) og Edition Samfundet og har siddet i Statens Kunstfonds Repræsentantskab. 
Han modtog 16 legater og præmieringer, heriblandt Carl Nielsen og Anne Marie Carl Nielsens Hæderspris i 1989 og Wilhelm Hansens Komponistpris i 1994.
I 1965 blev Axel Borup-Jørgensen tildelt Statens Kunstfonds livsvarige ydelse.

## Værkfortegnelse (udvalgte værker)
- op 18 Musik for slagtøj, bratsch (1955-56)
- op 19 Af "duineser elegier" (Rilke) for mezzosopran, fløjte og cello (1955-56)
- op 24 "Sommasvit" for strygeorkester (1957)
- op 37 CREATAUFONI  for stort symfoniorkester (7 janitscharer) (1960-61)
- op 38 Mobiler efter Alexander Calder for viola, marimba og klaver (1961)
- op 51 Nordisk Sommerpastorale (1964)
- op 55 Winterelegie (Hölderlin) for 3 stemmer og 7 instrumenter (1966-68)
- op 60 Marin for orkester 1963-70
- op 65 Sommer-intermezzi for klaver solo (1971)
- op 68 Malinconia for strygekvartet (1972-74)
- op 72 Preambula for sologuitar (1974)
- op 80 MUSICA AUTUMNALIS for blæsere, slagtøj og el-orgel (1977)
- op 86 "für Gitarre" for guitar solo (1978-79)
- op 100 "Sirenernes kyst" for 7 instrumenter og båndindspillet stemme (1983-85)
- op 118 "Nachtstück" for tenorblokfløjte solo (1986-87)
- op 121 "poésies pour la Dame à la licorne" for 2 guitarer (1986-87)
- op 127 "Thalatta! Thalatta!" fir klaver solo (1987-88)
- op 143 Enhjørninger for guitarer (1992)
- op 144 Mere kompleks version af Regndråbeinterludier for klaver solo (1992-94)
- op 145:3 Peripeti for guitartrio med en ny, meget kompleks 1. del (1995-96)
- op 149 Intrada for slagtøj solo (1993-94)
- op 150:3 "Herbsttag" for engelsk horn solo (1999)
- op 153:1 Pasticcio over en Goethe-tekst for sopran, altblokfløjte og guitar (1997)
- op 156 Periphrasis for blokfløjte og 1 slagtøjsspiller (1993-94)
- op 160:2 Per Organo for orgel solo (1997-99)
- op 163:2 Tristrophoni  for solo guitar (2000-2001)
- op 167:1 autumn leaves for altsaxofon og marimba (spillet med læderhandsker) (2001-02)
- op 169:0-10 "floating islands" for guitar solo (2001-03)
- op 183 Pergolato for blokfløjte solo (2011)